# Гадюча цибулька тонкоцвіта
Кукурудзка тонкоцвіта, гадюча цибулька тонкоцвіта, леопольдія тонкоквіткова (Leopoldia tenuiflora, Muscari tenuiflorum) — вид рослин з родини холодкових (Asparagaceae) із ареалом від південної Німеччини до західного Ірану.

## Опис
Багаторічна трав'яниста рослина від 12 до 50(75) см. Листків 4–6, досить широколінійні, до 10–15 мм завширшки. Суцвіття спочатку густе, пізніше дуже витягнуте, багатоквіткове; оцвітина плодучих квіток коричнево-бура. Стерильні квітки трубчасті, 6–9 мм довжиною, на квітконіжках повислих (нижні) або віддалених (верхні), рівних довжиною оцвітині або в 1.5–2 рази довших.

## Поширення
Ареал простягається від південної Німеччини до західного Ірану.
В Україні вид зростає у степах, чагарниках, на трав'янистих схилах, іноді в посівах — на півдні Правобережного Лісостепу і на півночі Степу, розсіяно; у Криму, зрідка; у Закарпатті, рідко.